# Arctodium discolor
Arctodium discolor es una especie de coleóptero de la familia Glaphyridae.

## Distribución geográfica
Habita en Chile.